# Boy Story

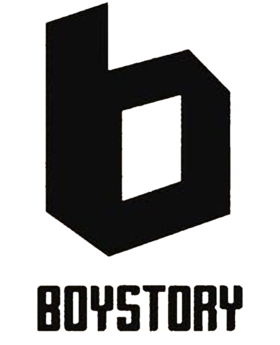
Logo Boy Story

Boy Story (tiếng Trung: 男孩 的 故事) là một nhóm nhạc thần tượng nam Trung Quốc do JYP Entertainment (Hàn Quốc) và New Creative Content & Tencent (Trung Quốc) thành lập. Nhóm gồm sáu thành viên: Jia Hanyu,Li Zihao, He Xin Long, Yu Zeyu, Gou Ming Rui , Ren Shuyang. Ngày 1 tháng 9 năm 2017 Boy Story phát hành đĩa đơn đầu tiên "How Old R U" Vào ngày 21 tháng 9 năm 2018, Boy Story ra mắt chính thức với mini album đầu tiên Enough.

## Lịch sử

### Dự án trước khi ra mắt
Kể từ tháng 9 năm 2017, Kế hoạch đặc biệt "Real! Project" đã được phát hành với bốn đĩa đơn sẽ ra mắt chính thức vào tháng 9 năm 2018. Đĩa đơn đầu tiên là "How Old R U". Đĩa đơn thứ hai là "Can't Stop" được phát hành vào ngày 15 tháng 12 năm 2017, và đĩa đơn thứ ba là "Jump Up" được phát hành vào ngày 30 tháng 3 năm 2018. Đĩa đơn pre-debut cuối cùng được sản xuất bởi người sáng lập JYP. Giải trí, Park Jin-young. Bài hát, "Handz Up", được phát hành vào ngày 12 tháng 6 năm 2018.

### 2018 - nay: Ra mắt vớiEnough
Boy Story ra mắt chính thức vào ngày 21 tháng 9 năm 2018 với mini album đầu tiên Enough, bao gồm tất cả các đĩa đơn trước khi ra mắt và bài hát đầu tay "Enough".  Vào ngày 21 tháng 10 năm 2018, nhóm phát hành "Stay Magical" (奇妙 里). Tháng sau, Boy Story biểu diễn ca khúc "For U" dành tặng cho BOSS (Fandom). Boy Story phát hành sự trở lại của họ vào ngày 29 tháng 3 năm 2019 với "Oh My Gosh", tiếp theo là một sự trở lại khác vào ngày 26 tháng 7 năm 2019 với "Too Busy" hợp tác với Jackson Wang. Vào ngày 6 tháng 1 năm 2020, Boy Story phát hành album "I = U = WE 序".

## Thành viên
| Tên khai sinh       | Tên khai sinh       | Ngày sinh           | Quốc tịch           | Vị trí                                                       |
| Giản thể            | Hán-Việt            | Ngày sinh           | Quốc tịch           | Vị trí                                                       |
| Thành viên hiện tại | Thành viên hiện tại | Thành viên hiện tại | Thành viên hiện tại | Thành viên hiện tại                                          |
| ------------------- | ------------------- | ------------------- | ------------------- | ------------------------------------------------------------ |
| 贾涵予              | Giá Hàm Dư          | 20 tháng 5, 2004    | Trung Quốc          | Trưởng nhóm, rapper chính, vũ công, ca sĩ không thường xuyên |
| 李梓豪              | Lí Tử Hào           | 22 tháng 10, 2004   | Trung Quốc          | Rapper, vũ công, ca sĩ không thường xuyên.                   |
| 贺鑫隆              | Hạ Hâm Long         | 11 tháng 3, 2005    | Trung Quốc          | Rapper, vũ công chính, ca sĩ hát chính.                      |
| 于泽宇              | Vu Trạch Vũ         | 24 tháng 12, 2005   | Trung Quốc          | Ca sĩ chính, vũ công, rapper không thường xuyên, hình ảnh.   |
| 苟明睿              | Cẩu Minh Duệ        | 28 tháng 8, 2006    | Trung Quốc          | Ca sĩ, vũ công, rapper không thường xuyên                    |
| 任书漾              | Nhậm Thư Dạng       | 24 tháng 4, 2007    | Trung Quốc          | Ca sĩ, vũ công, rapper, maknae.                              |

## Danh sách đĩa nhạc

### Mini Albums
| Phát hành           | Tiêu đề                | Danh sách bài hát |
| ------------------- | ---------------------- | --- |
| 21 tháng 9 năm 2018 | Enough                 | Danh sách 1. How Old R U 2. Can't Stop 3. Jump Up 4. Handz Up 5. Enough                                                       |
| 6 tháng 1 năm 2020  | I=U=WE: Lời giới thiệu | Danh sách 1. Intro: Boy Story 2. Nếu Như(If) 3. Energy 4. 序告白(Câu mở đầu) - Prologue 5. Outro: 彼此(Lẫn nhau) - Each Other |

### Đơn
| Tiêu đề                                       | Năm  | Vị trí đỉnh CHN | Album                     | Ref.   |
| --------------------------------------------- | ---- | --------------- | ------------------------- | ------ |
| "How Old R U"                                 | 2017 | 8               | Enough                    | [ 6 ]  |
| "Can't Stop"                                  | 2017 | 7               | Enough                    | [ 7 ]  |
| "JUMP UP"                                     | 2018 | 2               | Enough                    | [ 8 ]  |
| "Handz Up"                                    | 2018 | 30              | Enough                    | [ 9 ]  |
| "Enough"                                      | 2018 | 8               | Enough                    | [ 10 ] |
| "奇妙里(Giữ lấy điều diệu kỳ) - Stay Magical" | 2018 | N / A           | Đĩa đơn không trong album |        |
| "For U"                                       | 2018 | 15              | Đĩa đơn không trong album | [ 11 ] |
| "Oh My Gosh"                                  | 2019 |                 | Đĩa đơn không trong album |        |
| "Too busy"                                    | 2019 |                 | Quá bận                   |        |
| "Intro: BOY STORY"                            | 2020 |                 | I = U = WE 序 (xu)        |        |
| "如果(Nếu Như) – If"                          | 2020 |                 | I = U = WE 序 (xu)        |        |
| "Energy"                                      | 2020 |                 | I = U = WE 序 (xu)        |        |
| "序告白(Câu mở đầu) - Prologue"               | 2020 |                 | I = U = WE 序 (xu)        |        |
| "Outro: 彼此(Lẫn nhau) - Each Other"          | 2020 |                 | I = U = WE 序 (xu)        |        |
| "Change"                                      | 2020 |                 | Đĩa đơn không trong album |        |

### Video âm nhạc
| Tiêu đề                             | Năm  | Đạo diễn) | Ghi chú             |
| ----------------------------------- | ---- | --------- | ------------------- |
| "How Old R U"                       | 2017 | _         |                     |
| "Can't Stop"                        | 2017 | _         |                     |
| "Can't Stop"                        | 2017 | _         | Video biểu diễn     |
| "JUMP UP"                           | 2018 | _         |                     |
| "Handz Up"                          | 2018 | _         |                     |
| "Handz Up"                          | 2018 | _         | Video biểu diễn     |
| "Enough"                            | 2018 | _         |                     |
| "Enough"                            | 2018 | _         | Video biểu diễn     |
| "奇妙里(Qí Miào Lǐ) - Stay Magical" | 2018 | _         |                     |
| "For U"                             | 2018 | _         |                     |
| "Oh My Gosh"                        | 2019 | _         |                     |
| "Too Busy"                          | 2019 | _         |                     |
| "如果(Rú Guǒ) – If"                 | 2020 | _         | Theo dõi video phim |
| "序告白(Xù Gào Bái) - Prologue"     | 2020 | _         | Video biểu diễn     |
| "Energy"                            | 2020 | _         | Video nhà           |

## Buổi hòa nhạc
| Ra mắt SHOWCASE                                     | Ra mắt SHOWCASE                                 |
| ngày                                                | Trạm dừng hòa nhạc                              |
| BOY STORY ra mắt tại SHOWCASE Nhà ga Quảng Châu     | BOY STORY ra mắt tại SHOWCASE Nhà ga Quảng Châu |
| --------------------------------------------------- | ----------------------------------------------- |
| 22 tháng 9 năm 2018                                 | Ga Quảng Châu                                   |
| BOY STORY ra mắt tại SHOWCASE Ga Đài Bắc            |                                                 |
| 24 tháng 9 năm 2018                                 | Ga Đài Bắc                                      |
| BOY STORY ra mắt tại SHOWCASE Trạm Thượng Hải       |                                                 |
| 29 tháng 9 năm 2018                                 | Ga xe lửa Thượng Hải                            |
| CÂU CHUYỆN CÔ BÉ ra mắt SHOWCASE Ga xe lửa Bắc Kinh |                                                 |
| 14 tháng 10 năm 2018                                | Ga Bắc Kinh                                     |

## Giải thưởng

### Lễ trao giải quy mô lớn
| Năm  | Tên                      | Giải thưởng                                                 | Đề cử     | Kết quả   |
| ---- | ------------------------ | ----------------------------------------------------------- | --------- | --------- |
| 2017 | Liên hoan âm nhạc châu Á | Giải thưởng Nhóm nhạc mới xuất sắc nhất Hip Hop             | Boy Story | Đoạt giải |
| 2018 | Lễ trao giải FEIA        | Giải thưởng kết hợp thời trang tràn đầy năng lượng hàng năm | Boy Story | Đoạt giải |
| 2019 | Lễ trao giải FEIA        | Giải thưởng Danh mục đầu tư được mong đợi nhất của năm      | Boy Story | Đoạt giải |
| 2019 | Lễ hội âm nhạc Tencent   | Sức mạnh mới của QQ Music                                   | Boy Story | Đoạt giải |

### Giải thưởng chương trình âm nhạc
| Năm  | Người sản xuất                        | Tên chương trình | Bài hát đoạt giải | Cấp           |
| ---- | ------------------------------------- | ---------------- | ----------------- | ------------- |
| 2018 | TME Tencent Music Entertainment Group | YO! BANG         | Enough            | Thích 1 người |
| 2018 | TME Tencent Music Entertainment Group | YO! BANG         | For U             | Thích 1 người |